# Isola Driscoll
L'isola Driscoll è un'isola rocciosa della Terra di Marie Byrd, in Antartide. L'isola, che è completamente ricoperta dai ghiacci e che si estende in direzione nord/sud per circa 34 km e in direzione est/ovest per circa 11, per una superficie totale di circa 250 km2, si trova in particolare davanti alla costa di Saunders, all'interno della baia di Block, i cui ghiacci la circondano completamente.

## Storia
I contorni dell'isola Driscoll furono parzialmente delineati grazie a una ricognizione aerea effettuata il 5 dicembre 1929 nel corso della prima spedizione antartica comandata da Richard Evelyn Byrd e svoltasi dal 1928 al 1930. In seguito, l'isola fu completamente mappata dai cartografi dello United States Geological Survey grazie a fotografie scattate dalla marina militare statunitense (USN) durante ricognizioni aeree effettuate nel periodo 1959-65, e così battezzata dal comitato consultivo dei nomi antartici in onore di Lawrence J. Driscoll, assistente nostromo a bordo del rompighiaccio USS Glacier nella spedizione della nave lungo questa costa nel periodo 1961-62.